# Hohenzollern Typ Crefeld
Die normalspurigen Tenderlokomotiven der Bauart Hohenzollern Typ Crefeld waren eine in großen Stückzahlen produzierte dreiachsige Industriebahntype des Herstellers Hohenzollern. Sie wurden bevorzugt an Bergwerksbetriebe wie die Zeche Hibernia verkauft.
Einige waren bis in die Mitte der 1970er Jahre, eine beim Eschweiler Bergwerks-Verein sogar bis 1985, im Einsatz. Vier Lokomotiven sind bei Vereinen erhalten geblieben.

## Geschichte
Der Typ wurde von der Preußischen T 3 abgeleitet, wobei der Rahmen und das Laufwerk kräftiger ausfielen. Insgesamt wurden zwischen 1895 und 1915 178 Exemplare gebaut, die in die drei Kategorien Crefeld, Crefeld a bzw. Crefeld b eingeteilt wurden. Die Kategorien unterscheiden sich bei den Maßen und den technischen Daten.
Die Lokomotiven wurden ab den 1960er Jahren durch Schließung von Zechen oder Ablösung durch Diesellokomotiven entbehrlich. Die meisten wurden bis Ende der 1960er Jahre ausgemustert.

## Konstruktion
Die Lokomotiven arbeiteten nach dem Nassdampf-Verfahren und ähnelten im Aussehen und technischen Details sehr der Preußischen T 3. Die Dampfmaschine besaß Flachschieber, die nach vorn schräg geneigt angeordnet waren. Der Typ Crefeld hatte Heusinger-Steuerung. Als Treibachse diente die mittlere Achse, die von vorn und hinten durch je ein Sandfallrohr besandet werden konnte. Der Sandkasten war auf dem Kesselscheitel gelagert und quaderförmig ausgeführt.
Rahmen und Laufwerk waren kräftig ausgeführt. Der Wasserkasten war zwischen den Rahmenwangen unter dem Kessel untergebracht, zudem war der rechte seitliche Kasten für den Wasservorrat verwendet. Das brachte der Lokomotive das Fassungsvermögen von 4 m³. Vor dem seitlichen Kasten war der Wassereinlauf. Der linke seitliche Kasten enthielt die Kohle und konnte vom Führerhaus aus entleert werden.
Die fahrfähig erhaltenen Maschinen sind mit einer indirekten Bremse ausgerüstet. Alle Räder wurden von vorn abgebremst, gefedert wurden sie mit Blattfedern, die bei den ersten beiden Rädern über den Umlauf, bei der hinteren Achse unter dem Achslager angeordnet waren. Die Federn der ersten und der mittleren Achse waren durch Ausgleichshebel miteinander verbunden. Zur weiteren Ausrüstung gehörten elektrische Beleuchtung, Sicherheitsventil Bauart Ramsbotton, Signalpfeife und Läutewerk.

## Erhaltene Lokomotiven

### Hibernia 7-C
Diese Lokomotive mit der Fabriknummer 1962 wurde 1906 an die Zeche Hibernia geliefert und trug die Bezeichnung Hibernia 7-C. Sie blieb dort bis 1956 und fuhr danach einige Jahre für die Zeche Radbod in Hamm als Radbod 3. Bis 1974 war sie bei der Ruhrkohle AG beheimatet und als D-712 bezeichnet.
1974 wurde sie von der Dampfeisenbahn Weserbergland (DEW) übernommen, um dort Museumszüge zu befördern. 1978 erzwang eine Entgleisung die Abstellung der Lokomotive. Nach Reparatur des beschädigten Triebwerkes und des Kessels wurde sie wieder in Betrieb genommen. Die Maschine konnte auf den Strecken der DEW nur Züge bis 120 Tonnen befördern und daher nur maximal vier Wagen ziehen.
Seit 1985 befindet sich die Lokomotive unter ihrer ehemaligen Bezeichnung Radbod 3 bei der Museumseisenbahn Hamm, wo sie 2015 noch fahrbereit war, 2020 ist sie abgestellt.

### Bergwerksgesellschaft Hermann Bork 1
Diese Lokomotive mit der Fabriknummer 2227 wurde an die Bergwerksgesellschaft Hermann Bork in Lüdinghausen verkauft, trug die Nummer 1 und fuhr bis 1928. Danach kam sie zum Eschweiler Bergwerks-Verein und war bei verschiedenen Zechen um Aachen im Rangierdienst eingesetzt. Sie war bis 1985 in Betrieb und damit die am längsten im echten Betrieb eingesetzte Lokomotive der Serie. 1985 wurde die Lokomotive der Vereinigung Association des Musée et Tourisme Ferroviaires in Luxemburg gestiftet, wo sie seither mit ihrer letzten Bezeichnung Anna 9 in Betrieb ist. Mit Stand 2016 konnte ihr Erhalt als gesichert angesehen werden.

### Weitere erhalte Lokomotiven
Die Lokomotive mit der Fabriknummer 3295 beim Dampflokmuseum Hermeskeil und die Lokomotive mit der Fabriknummer 3531 beim Westfälischem Industriemuseum sind in unterschiedlichem Zustand rollfähig erhalten.